# Длуґоленка-Коскі
Длуґоленка-Коскі (пол. Długołęka-Koski) — село в Польщі, у гміні Млинаже Маковського повіту Мазовецького воєводства.
Населення — 19 осіб (2011).
У 1975-1998 роках село належало до Остроленцького воєводства.

## Демографія
Демографічна структура станом на 31 березня 2011 року:
|          | Загалом | Допрацездатний вік | Працездатний вік | Постпрацездатний вік |
| -------- | ------- | ------------------ | ---------------- | -------------------- |
| Чоловіки | 8       | 2                  | 5                | 1                    |
| Жінки    | 11      | 1                  | 8                | 2                    |
| Разом    | 19      | 3                  | 13               | 3                    |